# 古川清
古川 清（ふるかわ きよし、1939年8月8日 - 2015年4月20日）は、日本の演劇プロデューサー、演出家。北九州市ソレイユホール館長。
父は喜劇俳優の古川ロッパ、弟は俳優の古川ロック。

## 経歴
東京に生まれる。1962年、慶應義塾大学文学部美学美術史科卒業。
卒業と同時に、東宝演劇部へ。演出部を経て、1967年、現在の帝国劇場の開場よりプロデューサーを務める。東宝時代は『スカーレット』（1970年『風と共に去りぬ』のミュージカル化）、『シカゴ』（1985年、1986年）、『レ・ミゼラブル』（1987年日本初演）、『ミス・サイゴン』（1992年日本初演）などの製作を担当。師である菊田一夫の演出助手を主に務め、演出作品としてミュージカル『ピピン』、演出補として『屋根の上のヴァイオリン弾き』『佐渡島他吉の生涯』『マイ・フェア・レディ』など多数を手がけた。
2003年まで、東宝演劇部のプロデューサーとして在籍していた。
1972年には文化庁芸術家在外研修にて1年間英国に留学、現在のナショナル・シアターの開場時に立ち会った。
2003年11月退社。2004年5月、古川オフィスを設立。2004年7月、『レ・ミゼラブル』の演出家のジョン・ケアードを招き、ワーク・ショップを開講した。自主公演としては、2005年5月シアターΧ（カイ）にて『蜜の味』を、9月、銀座みゆき館劇場で『古川ロッパの世界―食について』を公演した。
2005年度文化庁特別派遣芸術家在外研修員として、2005年9月末より英国へ派遣された。
2015年4月20日、間質性肺炎のため死去。75歳没。墓所は雑司ヶ谷霊園。

## 著書
- 舞台はやめられない （飛鳥新書、2005年）